# Mam chusteczkę haftowaną
Mam chusteczkę haftowaną – polska piosenka, podobna do anglojęzycznej A-Tisket, A-Tasket.
Mam chusteczkę haftowaną, co ma cztery rogi,
kogo kocham, kogo lubię, rzucę mu pod nogi.
Tej nie kocham, tej nie lubię, tej nie pocałuję,
a chusteczkę haftowaną tobie podaruję.
Nazwa ta odnosi się także do gry towarzyskiej. Polega ona na tym że jej uczestnicy tworzą wielkie koło stojąc dookoła jakiejś przestrzeni. Jedna z osób wędruje wewnątrz kółka i wybiera z niego jakąś osobę płci przeciwnej. Po dokonaniu wyboru kładzie chustę przed nią, klęka i się z nią całuje. Osoba wybrana zostawia miejsce wędrującemu i przejmuje jego zadanie.
Może zastępować także nazwę popularnej gry dziecięcej "Chodzi lisek koło drogi".